# 본죄
본죄(本罪, actual sin), 자죄(自罪) 또는 자범죄(自犯罪)는 서구 기독교에 따르면 원죄와 구별되어 악을 행하거나(위임죄) 선을 행하지 아니하는(부작죄) 등 하나님의 뜻과 법에 어긋나는 행위를 말한다. 이는 "필멸의" 또는 "소멸적인" 것일 수 있다.

## 감리교
저명한 감리교회 교리문답인 "기독교 교리문답: 웨슬리안 개념을 특별히 강조하는 기독교 교리"는 원죄와 본죄를 대조한다.
원죄는 우리의 본성을 부패시키고 죄를 짓게 만드는 죄이다. 본죄란 우리가 구원받기 전에 매일 짓는 거짓말, 맹세, 도둑질 등의 죄를 말한다.

## 같이 보기
- 죄악론
- 원죄